# Blas Club

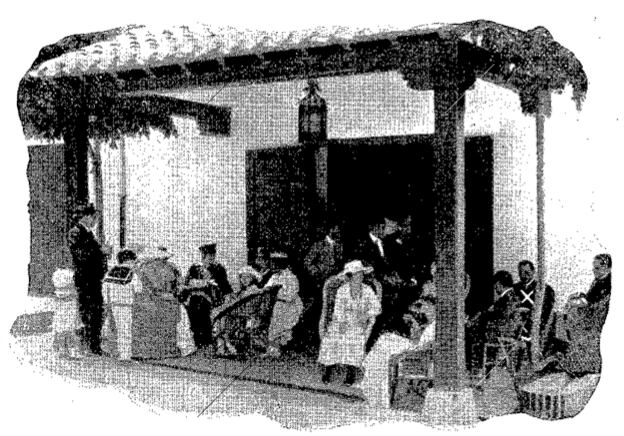
El porche del Blas Club en el año de su inauguración (1916) con una X se señala al príncipe Rainiero de Borbón-Dos Sicilias.

El Blas Club (en la actualidad El Blas) es una asociación histórica en el Real Sitio de La Granja de San Ildefonso.

## Historia
El club se formó hacia el verano de 1916 por la Sociedad de Iniciativas “La Granja”. Esta Sociedad se había fundado a principios de ese año, y tenía la voluntad de formar un casino que sería el Blas Club.
En 2016 la Asociación Cultural El Blas, formada por algunos veraneantes, es continuadora del Blas Club. El local de El Blas se sitúa a unos 120 metros del local histórico.

## Descripción
El local original del club se situaba en un edificio situado en la esquina de la plaza de Canónigos y la calle de los Verderones. Este edificio se conserva en la actualidad. Este primitivo local constaba en su interior de un bar y una gran sala de baile con chimenea. En el exterior contaba con un amplio porche decorado con el escudo del club.
El local actual club se sitúa en la planta baja de un edificio histórico situado en el casco histórico de La Granja.
El escudo original del club consistía en un escudo partido en dos cuarteles, en el primero la montaña de Siete Picos y en el segundo un caballo blas en campo de oro. En la parte inferior se disponía el lema “Sube al Blas y te la darás”.

### Individuales
1. ↑  «Contacto». El Blas. Asociación Cultural en el Real Sitio de la Granja de San Ildefonso. Consultado el 19 de abril de 2023.
2. ↑  Escobar, Luis (2000). En cuerpo y alma: memorias de Luis Escobar, 1908-1991. Temas de Hoy. p. 66. ISBN 978-84-7880-840-3. Consultado el 17 de abril de 2023.